# Polkovice
Polkovice är en ort i Tjeckien.   Den ligger i regionen Olomouc, i den östra delen av landet, 220 km öster om huvudstaden Prag. Polkovice ligger 200 meter över havet och antalet invånare är 498.
Terrängen runt Polkovice är platt. Runt Polkovice är det ganska tätbefolkat, med 230 invånare per kvadratkilometer. Närmaste större samhälle är Prostějov, 13,9 km nordväst om Polkovice. Trakten runt Polkovice består till största delen av jordbruksmark.